# Børøybrug
De Børøybrug  (Noors: Børøybrua) is een betonnen brug in de gemeente Hadsel in de Noorse fylke Nordland. De brug verbindt Stokmarknes op het eiland Hadseløya met Børøya. De brug uit 1967 is de oudste grotere brug in Vesterålen. Oorspronkelijk maakte de brug deel uit van de route van de E10, tegenwoordig loopt Fylkesvei 82 over de brug.